# The Good Son
A The Good Son a Nick Cave and the Bad Seeds hatodik megjelent albuma, 1990-ből.

## Közreműködő zenészek
- Nick Cave – ének, harmonika, orgona, zongora
- Mick Harvey – gitár, vibrafon, basszusgitár, ütősök, vokál
- Blixa Bargeld – gitár, vokál
- Thomas Wydler – dob, ütősök
- Kid Congo Powers – gitár

## A számok
1. Foi Na Cruz
2. The Good Son
3. Sorrow’s Child
4. The Weeping Song
5. The Ship Song
6. The Hammer Song
7. Lament
8. The Witness Song
9. Lucy